# Smithsonův institut
Smithsonův institut nebo Smithsonovský institut (anglicky Smithsonian Institution) je výzkumná a vzdělávací instituce v Spojených státech a její komplex muzeí. Projekt je financovaný vládou USA, dary soukromých dárců a také z publikační a obchodní činnosti (hlavně v oblasti vzdělávání a odborné přípravy). Většina institucí se nachází ve Washingtonu.
Své jméno získal na počest britského vědce Jamese Smithsona, který zemřel bezdětný a celé své jmění odkázal: „Spojeným státům, aby byl ve Washingtonu pod názvem Smithsonův institut založen ústav pro rozmnožování a šíření vědění mezi lidmi.“

## Sekretáři
1. Joseph Henry, 1846–1878
2. Spencer Fullerton Baird, 1878–1887
3. Samuel Pierpont Langley, 1887–1906
4. Charles Doolittle Walcott, 1907–1927
5. Charles Greeley Abbot, 1928–1944
6. Alexander Wetmore, 1944–1952
7. Leonard Carmichael, 1953–1964
8. Sidney Dillon Ripley, 1964–1984
9. Robert McCormick Adams, 1984–1994
10. Ira Michael Heyman, 1994–1999
11. Lawrence M. Small, 2000–2007
12. Cristián Samper, 2007–2008
13. G. Wayne Clough, 2008–2015
14. David J. Skorton, 2015–2019
15. Lonnie Bunch, 2019–

## Smithsonovská muzea

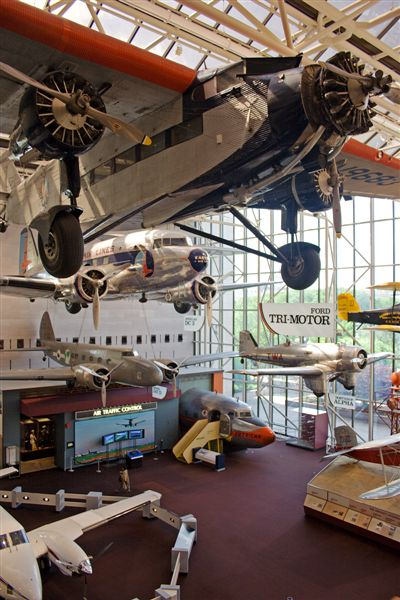
National Air and Space Museum, Ford Trimotor a Douglas DC-3 (nahoře a druhý shora)

### Washington, D.C.
- Anacostia Community Museum
- Arthur M. Sackler Gallery (Mall Museum)
- Arts and Industries Building (Mall Museum)
- Freer Gallery of Art (Mall Museum)
- Hirshhorn Museum and Sculpture Garden (Mall Museum)
- National Air and Space Museum (Mall Museum)
- National Museum of African American History and Culture
- National Museum of African Art (Mall Museum)
- National Museum of American History (Mall Museum)
- National Museum of the American Indian (Mall Museum)
- National Museum of Natural History (Mall Museum)
- National Portrait Gallery
- National Postal Museum
- S. Dillon Ripley Center (Mall Museum)
- Smithsonian American Art Museum
- Smithsonian Institution Building
- Smithsonian National Zoological Park (Národní Zoo)
- National Gallery of Art

### New York, NY
- Cooper-Hewitt, National Design Museum
- National Museum of the American Indian's George Gustav Heye Center

### Chantilly, VA
- National Air and Space Museum's Steven F. Udvar-Hazy Center

### Leesburg, VA
- Smithsonian Naturalist Center

## Výstavy
V roce 2008 uspořádala Smithsonianská Portrétní galerie samostatnou výstavu věnovanou výhradně práci fotografky Zaidy Ben-Yusufové, aby se obnovil klíčový význam její postavy z dob raného vývoje výtvarné fotografie.